# Kunstareal München

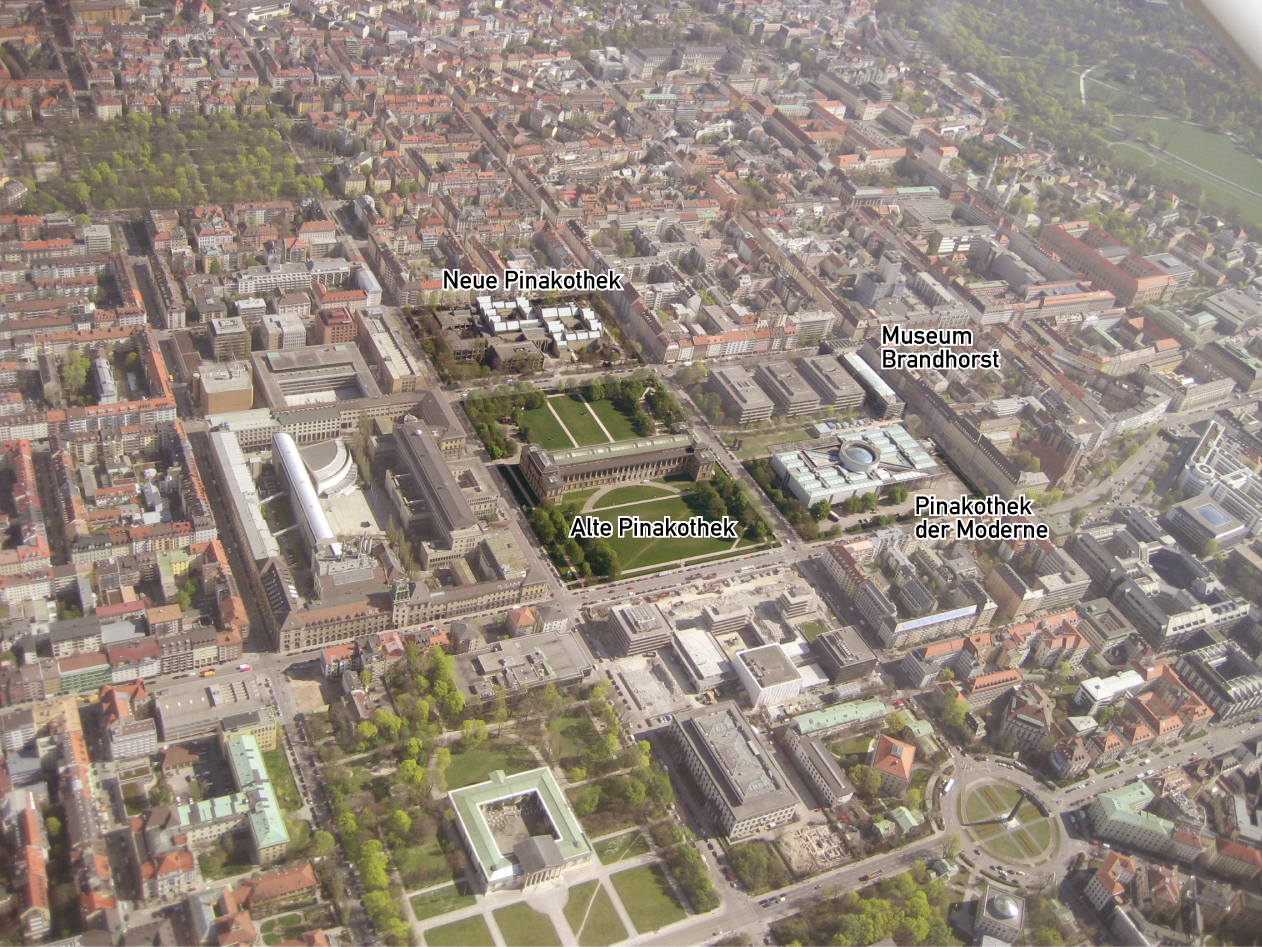
Ligging Pinakotheken en de Sammlung Brandhorst in het Kunstareal München

Het Kunstareal München is de museumwijk van de Beierse hoofdstad München.  

## Musea
De navolgende musea zijn in het Kunstareal München gelegen:
- Alte Pinakothek: Europese schilderkunst van de dertiende tot de achttiende eeuw
- Neue Pinakothek: Europese schilder- en beeldhouwkunst van de achttiende en negentiende eeuw
- Pinakothek der Moderne: vier musea onder één dak, te weten
  - Sammlung für Moderne Kunst: internationale schilder- en beeldhouwkunst en fotografie van de twintigste en eenentwintigste eeuw
  - Die Neue Sammlung: museum voor design
  - Architekturmuseum der Technischen Universität München: museum voor architectuur
  - Staatliche Graphische Sammlung: expositieruimte voor grafiek
- Städtische Galerie im Lenbachhaus: oude Münchener schilderkunst, schilderkunst van Der Blaue Reiter en de nieuwe zakelijkheid, internationale schilder- en beeldhouwkunst van de twintigste en eenentwintigste eeuw. Het museum heeft drie vestigingen, te weten: 
  - Lenbachhaus
  - Kunstbau
  - Kubus im Petualpark
- Museum Brandhorst: particuliere collectie moderne schilderkunst
- Türkentor: tentoonstellingsplatform ten behoeve van de Pinakothek der Moderne en Museum Brandhorst
- Glyptothek München: Griekse, Romeinse en Etruskische beeldhouwkunst
- Staatliche Antikensammlungen: Griekse, Romeinse en Etruskische vazen uit de necropolis van Vulci, goudsmeedkunst en dergelijke
- Haus der Kulturinstitute:
  - Staatliche Graphische Sammlung: internationale grafiek van de renaissance tot hedendaagse kunst
  - Museum für Abgüsse Klassischer Bildwerke: kopieën/afgietsels van klassieke beelden

Ook is het Staatliches Museum Ägyptischer Kunst in het Kunstareal München te vinden.
In de onmiddellijke omgeving bevinden zich enkele natuurwetenschappelijke staatsmusea, zoals:
- het Paläontologisches Museum
- het Museum Reich der Kristalle
- de Geologische Staatssammlung

## Galerij

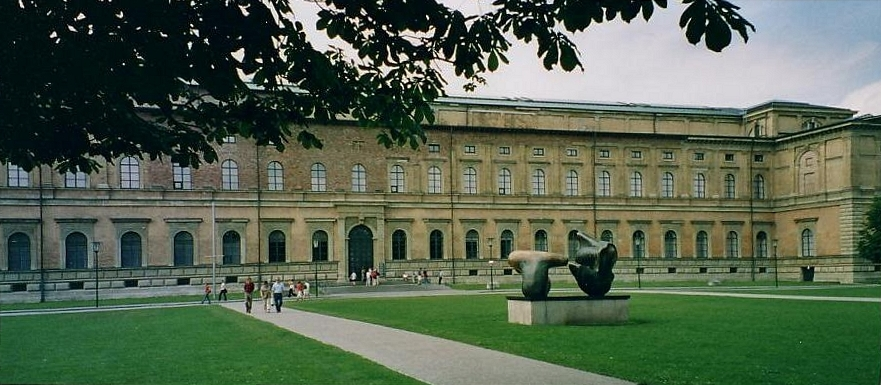
Alte Pinakothek
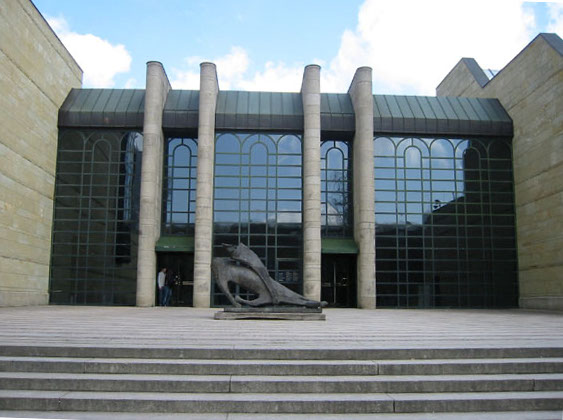
Neue Pinakothek
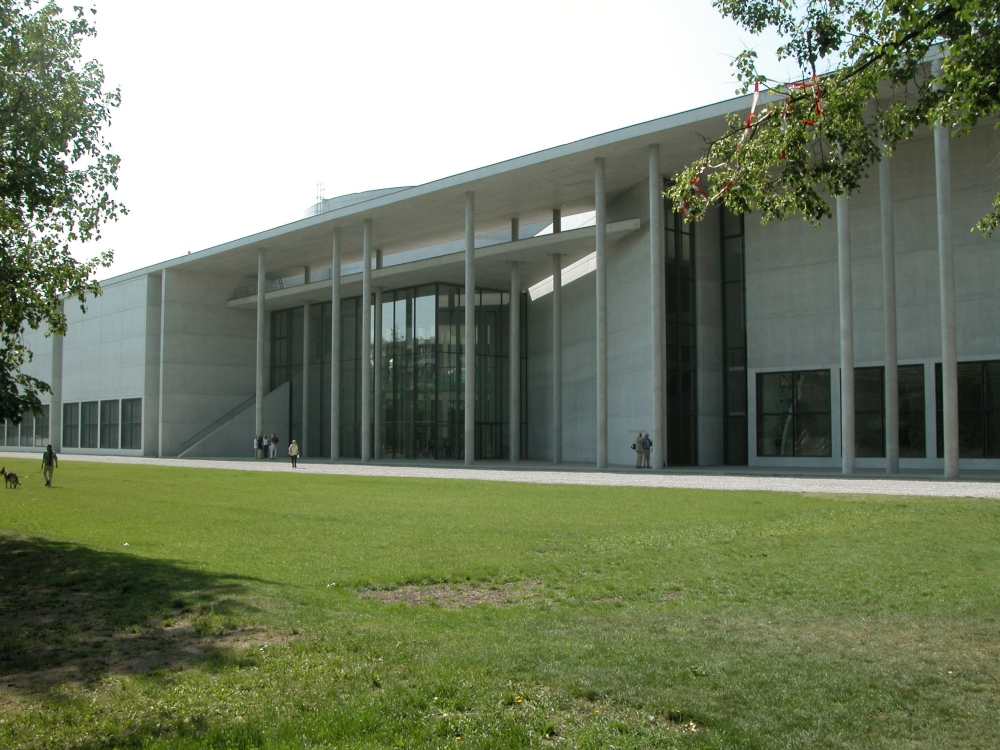
Pinakothek der Moderne
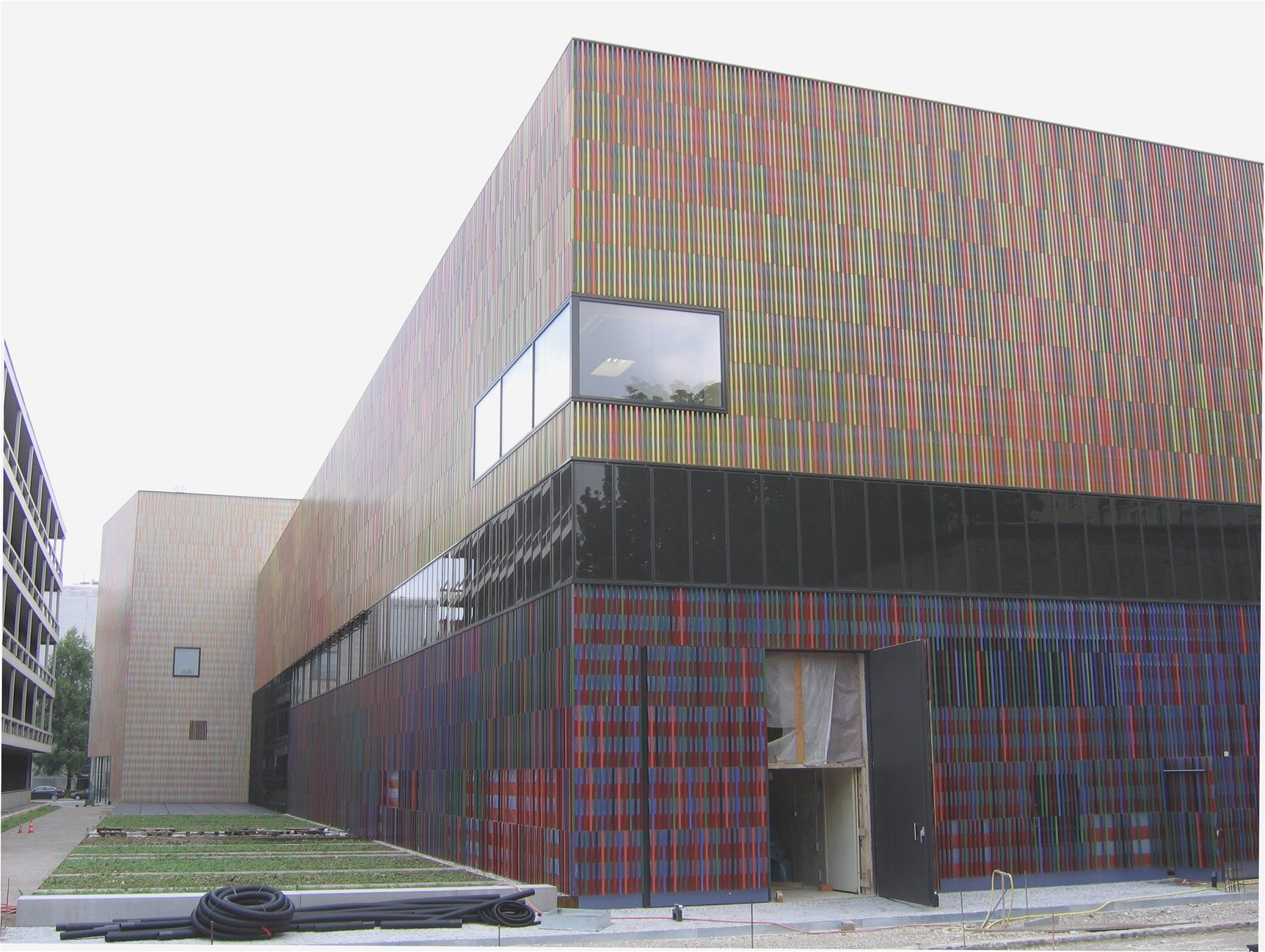
Museum Brandhorst
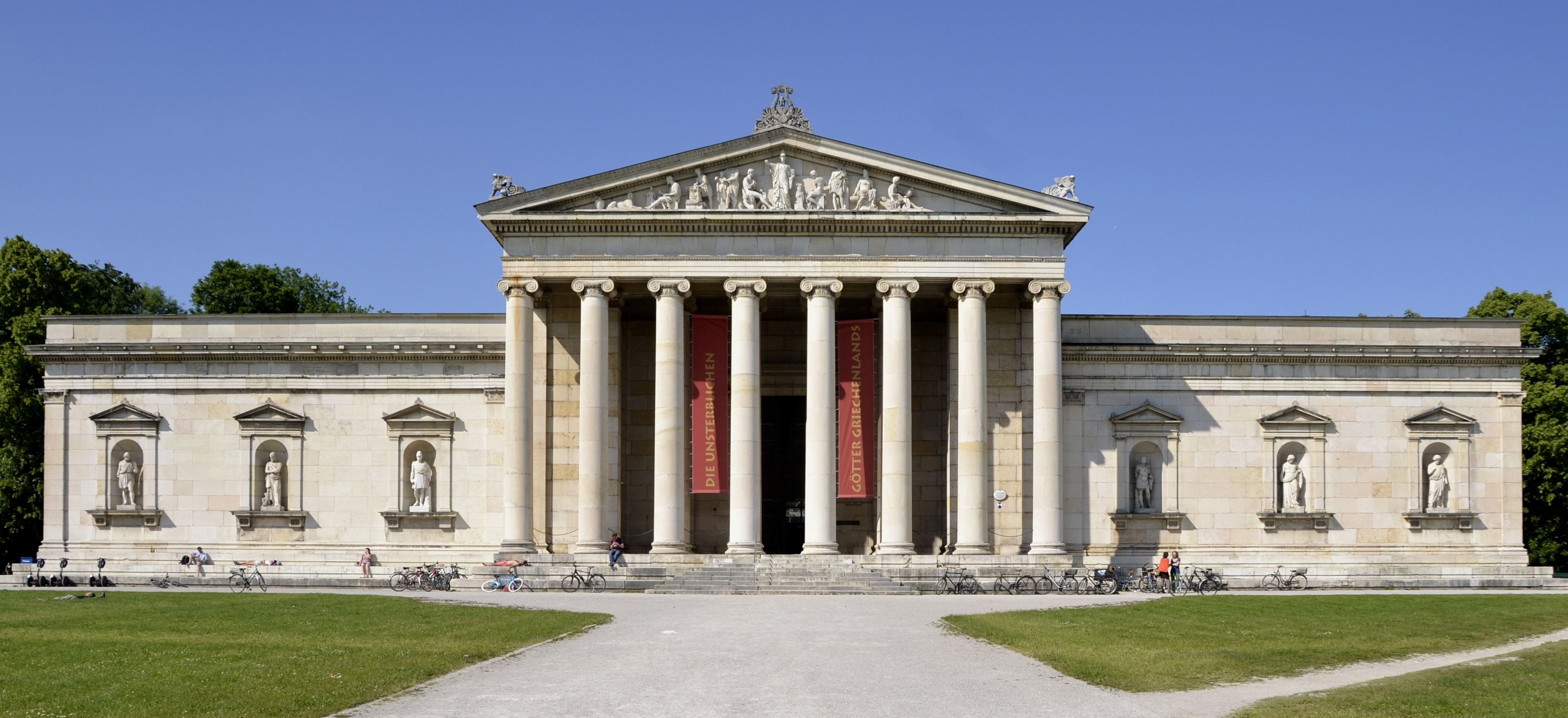
Glyptothek München
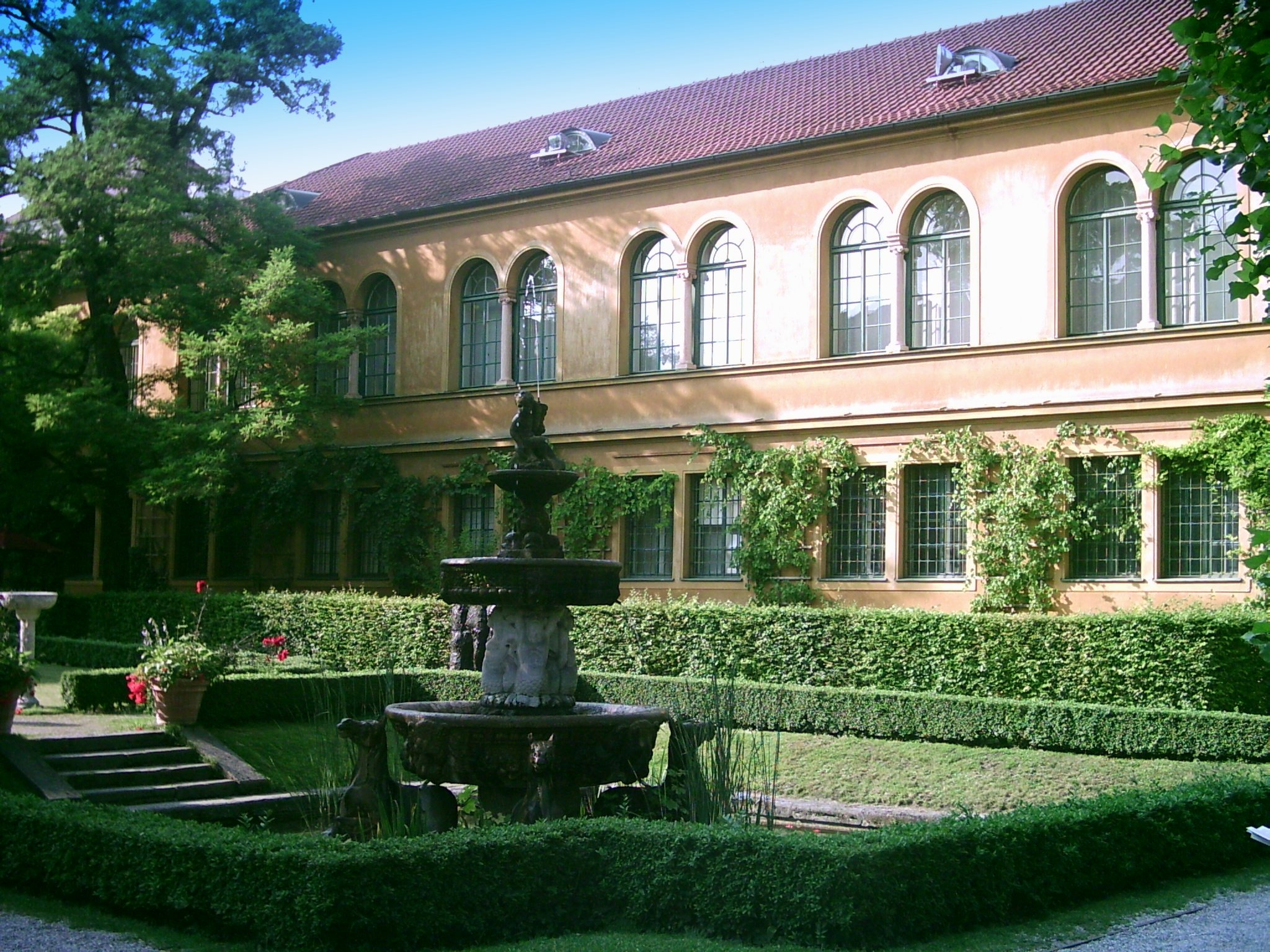
Städtische Galerie im Lenbachhaus
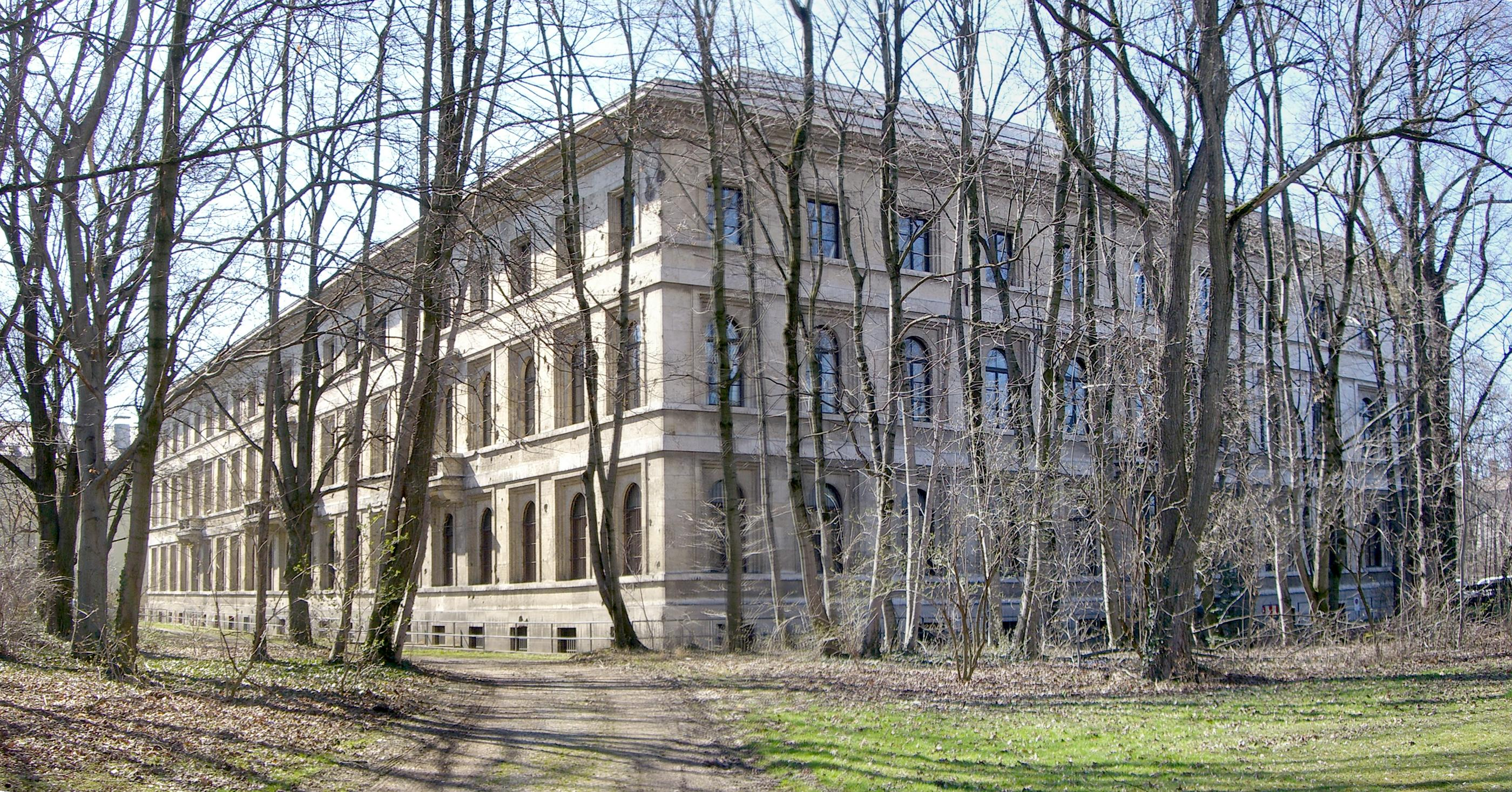
Staatliche Graphische Sammlung + Museum für Abgüsse Klassischer Bildwerke
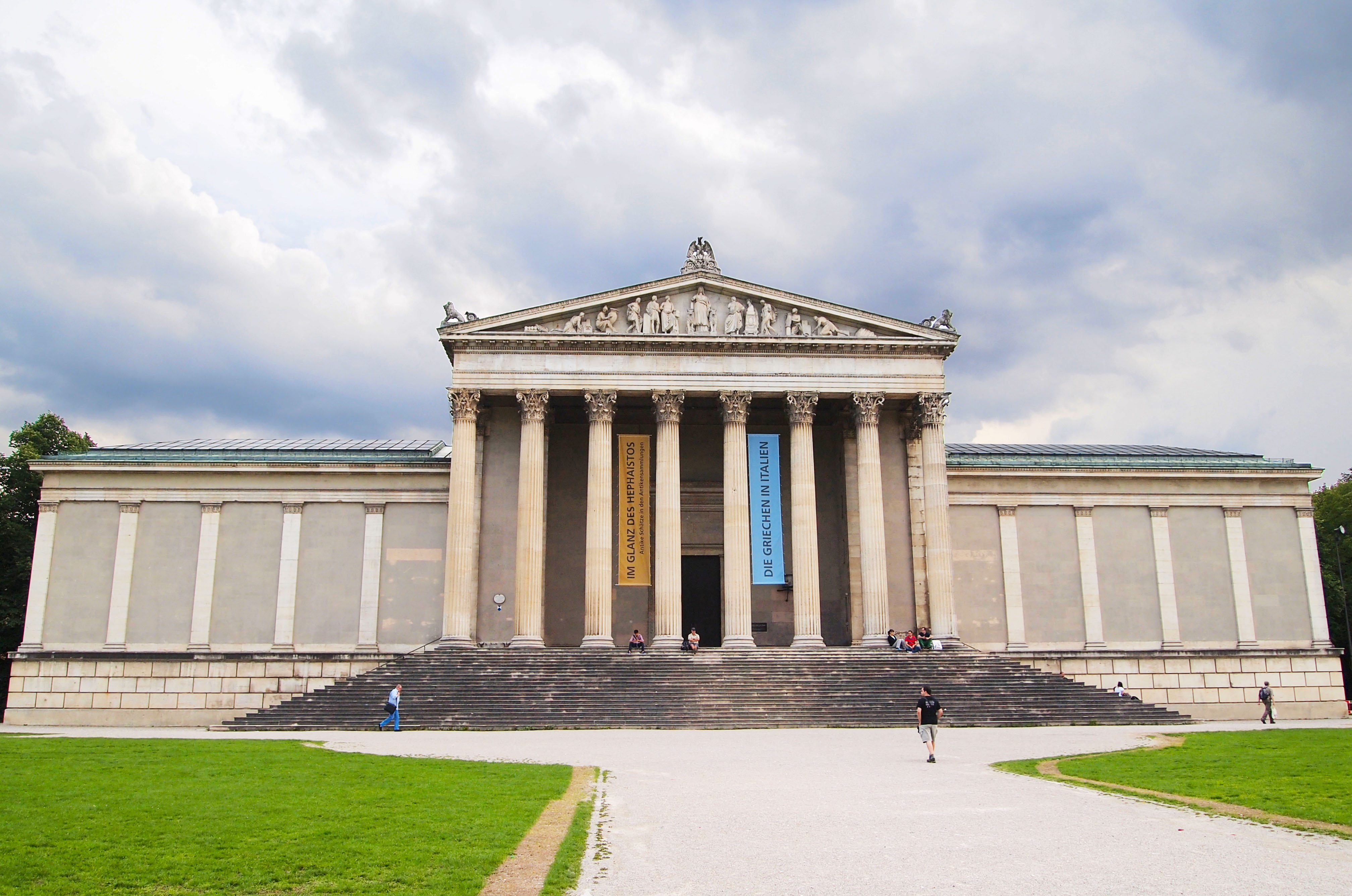
Staatliche Antikensammlungen